# Јастребача
Јастребача (лат. Surnia ulula) врста је птице која припада реду сова (Strigiformes) и породици правих сова (Strigidae). Припада средње великим совама, тело је дужине од 36 до 41 cm, распон крила око 60 cm, а просечна тежина 300—400 g. Врло је налик малој ушари или утини (Asio otus), али су јој уши врло мале и тешко видљиве, а прошарана су само прса. Лице је изразито светло, с истакнутом тамном маском око жутих очију. Реп јој је дугачак, састоји се од 12 рестрикса прошараних са 7, 8 белих пруга.
Данас постоје три званично признате подврсте јастребаче — номинална Surnia ulula ulula која живи на северном Палеарктику, Surnia ulula tianschanica која настањује Централну Азију и гнезди се на падинама планине Тјеншан и Surnia ulula caparoch, различита од претходне две, има тамније перје, а живи на северу Северне Америке. Станишта свих подврста чине јастребачу циркумполарном врстом — врстом која настањује северну хемисферу подједнако по целој арктичкој зони, и у Евроазији и у Северној Америци. Зими остаје у свом ареалу гнежђења или се у јатима спушта јужније, пратећи кретања глодара који чине примарни део њене исхране.
Најчешће се храни глодарима из рода Microtus, првенствено врстама попут аљаске (Microtus miurus), чивавске (Microtus pennsylvanicus) и дугорепе волухарице (Microtus longicaudus), а на менију јој се редовно могу наћи и птице, међу којима јастребача најчешће конзумира снежнице, јаребице, дивље кокошке (Falcipennis canadensis), голубове и детлиће (Dryocopus pileatus). За разлику од већине других сова, а слично снежној сови, јастребача може да лови и дању, тако да се потрага за пленом може одвијати у било које доба дана и ноћи. На северним географским ширинама са константном дневном светлошћу током лета и константним мраком током зиме, ова сова лови нон-стоп. На избор станишта утиче количина плена који се може наћи, тако да јастребача насељава умерено густе четинарске или мешовите шуме које се граниче са мочварама или другим отвореним областима, попут оних шума чији су делови посечени или спаљени. Северно се простире докле год има дрвећа, укључујући и екотоне тајге и тундре, а јужна граница се поклапа са границом распрострањења снежне сове. У планинским областима се протеже до висина на којима расте дрвеће, до око 2.650 метара.
Вокализација ове сове је веома разноврсна и свако оглашавање има своју специфичну примену, односно зависи од ситуације у којој се јастребача налази. Најчешће је вабљење — звиждук који звучи као „улулулулулулулул“ и траје до 14 секунди, а које се може чути током спајања парова, када мужјак покушава да женки привуче пажњу или јој показује потенцијалну локацију на којој ће се гнездити и извести младе.
Спајање парова се одвија током фебруара, када мужјаци крећу да дозивају женке и када се одвија и удварање и храњење женке. Слично као ни остале сове, ни јастребача не прави гнездо, већ искључиво налази постојеће шупљине или стара гнезда, па тако гнездо може да представља шупљину у трулом дрвету, отворену иструлелу шупљину где се врх дрвета сломио, спаљени пањ или напуштено гнездо детлића. Женка након парења сноси око седам глатких, белих јаја на којима лежи 25—30 дана, након чега се излежу птићи који су беспомоћни и голи чучавци и који остају у гнезду 3—5 недеља. Младунци након три месеца постају самостални, напуштају своје родитеље и почињу засебан живот. Просечан животни век јастребаче и у дивљини и у заточеништву износи десет година, а тренутна бројност се процењује на 10.000—50.000 парова у Северној Америци, односно мање од 10.000 парова у Шведској и 3.600 парова у Финској.

## Опис
Јастребача је сова средње величине са дугим репом и кратким, шиљатим крилима. Просечна висина мужјака креће се од 36 до 42,4 центиметара, док је женка висине 37,2—44,7 центиметара. Као и код већине осталих сова, и код ове врсте је женка већа од мужјака, и то за око 17 % у тежини, па је тако мужјак тежак у просеку 300 грама, а женка 40 грама тежа, али је дужина крила код оба пола готово једнака и износи 22,5 центиметара, а распон око 60 центиметара, што указује на то да је полни диморфизам код ове врсте мање изражен него код осталих северних шумских сова. Њена просечна тежина ставља је на девето место на листи северноамеричких сова од укупно 18 њих.
Перје јој је браонкасто-црно одозго, са бројним белим тачкицама и пругама на глави, леђима и крилима. Задњи део врата има карактеристичну тамнообојену шару у облику латиничког слова V, а слабо развијени фацијални диск је сивкасто-беле боје са карактеристичним тамноцрним ободом. Глава јој је релативно спљоштена одозго, чиме подсећа на гаћасту кукумавку. Доњи део тела јој је беле боје са израженим браон пругама. Има компактно перје и потпуно оперјале ноге, кратке, густо оперјале тарзусе и прсте. Реп јој је дугачак, са 12 рестрикса прошараних са 7, 8 белих пруга. Кљун јој је жућкаст, а доња вилица има терминални зарез. Очи су мале и жуте. Не постоји разлика у обојености перја међу половима, а младунци су веома слични по изгледу одраслим јединкама.

### Сличне врсте
Општи изглед јастребаче је поприлично јединствен међу северноамеричким совама. Величина и профил лета су слични као код куперовог сокола. За разлику од осталих сова, ретко стоји усправно, а лови углавном дању са изложених, истакнутих одмаралишта, слично као и велики сврачак. Лет јој је променљив, екстремно брз и са маневрима, као код куперовог сокола, док се креће кроз шуме и грмље. Лебди попут ветрушке, а једри као соколови. Територијално дозивање мужјака је жуборећи звиждук — улулулулулулулулулул — који траје до 14 секунди, а слично тако се оглашава и мужјак гаћасте кукумавке након што женка са којом ће се потенцијално парити уђе на његову територију. Дозивање у случају опасности је слично дозивању малог сокола и представља брзопонављајућу серију кее-кее-кее-кее или храпаво кевтање скрееееее, са нагласком на последњи слог. Упркос наведеним сличностима, због свог јединственог облика, шара на перју и понашања, мало је вероватно да се ова врста може помешати са неком другом совом или соколом у Северној Америци.
- Лако уочљиви црни обод фацијалног диска
- Бели горњи део груди
- Јастребача са својим карактеристичним попречним црнкастим пругама на белом доњем делу тела
- Беле тачке на тамнообојеним крилима и репу

## Систематика
Јединке ове врсте се у Северној Америци не разликују у обојености перја ни у величини, али јединке које живе широм Евроазије су светлије и беље, са проређеним вентралним пругама и бељим горњим деловима главе, иако јединке у централној Азији имају једнако тамне дорзалне пруге, али је абдомен сличан оном какав имају јединке у осталим деловима Евроазије. У Евроазији, дубина пигментације, количина белих тачкица и величина варирају, иако јако изражене индивидуалне варијације не морају да имају нужно везу са географским обрасцима. Јединке у Сибиру су у просеку незнатно светлије и веће, првенствено у дужини крила, иако су неке неке скандинавске јединке једнако светлије, а величина им се незнатно разликује у односу на сибирске.

### Подврсте
Према неким научницима постоје три подврсте јастребаче, мада индивидуалне варијације знатно отежавају дијагнозу, чак до те мере да поједини научници сматрају субспецифијске разлике тривијалним:
- — живи на северном Палеарктику,
- — живи у Централној Азији на падинама планине Тјеншан,
- — разликује се од прве две, има тамније перје, а живи на северу Северне Америке.

 (Милер, 1776)
Укључује S. u. hudsonia (Гмелин, 1788), S. u. hudsonica (Бонапарте, 1824) и Strix canadensis (Стивенс, 1826). Живи широм Северне Америке, од централне Аљаске источно до североисточне Канаде. Зими неке јединке могу да залутају јужно до континенталних делова Сједињених Држава, а забележени су такви случајеви јужно до Орегона у Стеновитим планинама и Њујорку, а ова врста се појављује и до далеких поља Велике Британије, на Канарским Острвима и вероватно на полуострву Чукчи у источном Сибиру. Леђа су јој тамне браон боје, теме јарко црно са понеком белом тачкицом, горњи део груди загасите црне боје, док су груди густо прошаране тамним пругама. У просеку је већа од осталих подврста.
 (Лине, 1758)
Укључује Strix funerea (Лине, 1758), Ulula flammeata (Фриш, 1766), Strix nisoria (Мејер, 1810), S. u. doliata (Палас, 1811), Strix borealis (Лесон, 1830), S. u. pallasi (Бутурлин, 1907) и S. u. orokensis (Стачанов, 1931). У великој мери присутна у северној Евроазији, од Скандинавије источно до источног Сибира, тачније до полуострва Камчатка и Сахалин, и јужно до Тарбагатаја. Скитнице посећују области до западне Европе и острва Сент Мајкл на западу Аљаске. Слична је претходној подврсти, али су јој леђа светлије браон боје, теме је подједнако црно и бело, горњи делови тела имају незнатно више беле боје и груди су мање прошарање, а у просеку је мања.
 (Смолбоунс, 1906)
Укључује S. u. korejewi (Зарудњи и Лудон, 1907). Ова подврста је становник планина централне Азије — планина у југоисточном Казахстану, источном Киргистану и северозападној Кини. Слична је подврсти S. u. caparoch, али су пруге на грудима мало ређе. Величина ове подврсте се креће негде између величина претходне две подврсте, иако су јој крила у просеку за око један центиметар дужа него код осталих подврста.

### Сродне врсте
Монофилија породице Strigidae, правих сова (за разлику од кукувија, породице Tytonidae), никада није била довођена у питање — јасно је да, заједно, сове формирају природну класу, а да праве сове формирају засебну класу. И према остеолошким и према генетичким карактеристикама, врста Surnia ulula смештена је у монотипски род Surnia, а овај у потпородицу Surniinae заједно са родовима Glaucidium, Athene, Micrathene и Aegolius, а кариотип такође подупире ово груписање. Јастребача са родом Glaucidium формира засебну парафилетичку групу, па је, сходно овоме, ова сова по својим карактеристикама на много начина слична јединкама из поменутог рода.

## Распрострањеност
Јастребача настањује бореалне шуме на Холарктику, све од северне Норвешке и Шведске до Камчатке и Сахалина. Распрострањена је и на Аљасци и у Канади. Упркос великој области распрострањености, данас постоје само три подврсте.
Врста је присутна у следећим земљама: Естонији, Казахстану, Канади, Кини, Киргистану, Монголији, Норвешкој, Русији, Северној Кореји, САД, Финској, Швајцарској и Шведској. Док је повремено присутна, или је миграторна врста у Аустрији, Белгији, Бермудским острвима, Данској, Јапану, Луксембургу, Мађарској, Немачкој, Пољској, Румунији, Словачкој, Уједињеном Краљевству, Украјини, Француској, Холандији, Чешкој и Шпанији.

### Америка

#### Ареал гнежђења
Гнезди се северно до западне и централне Аљаске (острво Кодијак), северног и централног Јукона (Лапијер Хаус, Олд Кроу, језеро Клуејн, долина Фирт, Демпстер, долина Клондајк), северозападних и централних делова Северозападних територија (делта Макензија, река Андерсон, Велико ропско језеро), јужног Кивејтна (језеро Гањон), северне Алберте (језеро Ведлин, река Каква), северног Саскачевана (Фон ди Лак, језеро Атабаска), северне Манитобе (Черчил, Гилам), северног Онтарија (језеро Кируна, Мусони), северног Квебека (Куџуак, Ит Соваж), Лабрадора (Окак, залив Уџукток) и Њуфаундленда (језеро Стег, Николсвил). Досадашња истраживања нису потврдила да се гнезди у Приморским провинцијама.
Ареал гнежђења протеже се јужно до јужне приморске Аљаске (острво Кодијак), јужне Британске Колумбије (Атлин, Пис Ривер, планина Тод), јужне и централне Алберте (Банф, Ред Дир, Калгари), централног Саскачевана (Хадсон Беј) и централне и јужне Манитобе (Минедоса, Ривертон, Калевала).
Повремено се гнезди јужно од свог уобичајеног ареала, када долази до популационих флуктуација и зимских ирупција, тако да ретко залази до југоисточне Манитобе (Васар, језеро Вајтмаут, Спрејг), северне Минесоте (Розо, Норман, Сент Луис, Шумско језеро, округ Ејткин), северног Висконсина и Мичигена, јужног и централног Онтарија (Пери Саунд, Шапло, Отава), јужног Квебека (залив Лачабер, језеро Малин), јужног Њу Брансвика (Табусинтак, острво Гран Манан) и јужног Њуфаундленда (Велико језеро, Бај д'Еспуар).
Након навала, инвазија или током ируптивних година, најјужнија забележена места на којим се јастребача гнезди укључују северни Ајдахо, залив Сен Лорен и крајњи северозапад Монтане.

#### Ареал зимовања
Јастребача углавном зиму проводи у оквиру свог ареала гнежђења, мада има тенденцију да зими одлута до јужне Канаде и северне и централне Минесоте, ретко до Висконсина, западног Орегона, Ајдаха, Монтане, Северне и Јужне Дакоте, централне Минесоте, Ајове, северног Илиноиса, јужног Мичигена и северног Охаја, а понекад и јужно до Небраске, јужног Охаја, Западне Вирџиније, Пенсилваније, Њујорка, Њу Џерзија, Конектиката, Масачусетса и острва Род.

### Свет

#### Ареал гнежђења
У Евроазији, јастребача насељава просторе од северне Скандинавије, северне Русије и северног Сибира јужно до централне Русије, северне Монголије, северне Манџурије, Амурске области и Сахалина. Периодичне варијације у ареалу гнежђења могу настати услед популационе флуктуације или током ируптивних година. Циркумполарни глобални ареал се процењује на 36 милиона квадратних километара, што је сврстава на четврто место од укупно 22 северне шумске сове.

#### Ареал зимовања
Ареал зимовања је сличан ареалу гнежђења, али јединке имају и тенденцију да зими одлазе на југ до Британских острва, континенталне Европе и јужне Русије. Током ируптивних година, скандинавске популације могу се кретати чак до 1.860 километара на југоисток.

### Миграције
Као и лапонска сова, и јастребача води номадски живот, широко се распростирући унутар свог ареала гнежђења како би се прилагодила климатским условима и лакше пронашла храну. Популације у Северној Америци и Евроазији блиско прате кретања глодара, који су им главни плен, али је забележено да северноамеричке популације често прате кретања зечева, којима се такође хране. Када је количина плена на одговарајућем нивоу, јастребача се и гнезди и проводи зиму у северним шумама, мада велика бројност популација пољских мишева може довести до привременог повећања ареала гнежђења ка југу.
Јесења сеоба јужно од ареала гнежђења одвија се од средине октобра до краја новембра, али се током ируптивних година јастребача може селити и раније, чак и половином септембра, док се повратак на југ Канаде и север Сједињених Држава дешава од краја фебруара до почетка априла, а током ируптивних година често буде и јединки које се задрже дуже, неке и до друге половине маја. Када је реч о кретањима подврста, светлија S. u. ulula може повремено да залута до западне Аљаске, а тамнија S. u. caparoch до северних делова Британских и Канарских острва. Женке и младунци се селе раније и путују даље од одраслих мужјака, пошто се они морају вратити раније како би се изборили за одговарајућа места за гнежђење.

### Станиште
Јастребача насељава умерено густе четинарске или мешовите шуме које се граниче са мочварама или другим отвореним областима, попут оних шума чији су делови посечени или спаљени. Северно се простире докле год има дрвећа, укључујући и екотоне тајге и тундре, а јужна граница се поклапа са границом распрострањења снежне сове. У планинским областима се протеже до висина на којима расте дрвеће, до око 2.650 метара.
Преферира отворена подручја са погодним одмаралиштима, међу којима су шуме тополе или смрче у карактеристичним северним, ретким шумама, шумски пропланци, стари мешовити или четинарски шумарци, мочваре ариша, суви гребени, закржљало дрвеће на крајњим границама шума, спаљена подручја, мочварне долине или ливаде. На Аљасци преферира крошње отворених шума, ивице шума или старо дрвеће смрче. Углавном избегава тамне, непробојне шуме јеле.
Ипак, без обзира на све остале факторе, најзначајнији фактор који утиче на избор станишта представља количина плена који се може наћи. Ватра игра важну улогу у обезбеђивању места за гнежђење, пошто спаљене дупље дрвећа и сува дебла представљају идеално место за гнежђење, као и празна гнезда детлића. Поред тога, и олујама оштећена дрвећа представљају значајан извор гнезда. Током ируптивних година, често као одмаралишта користи гране дрвећа и жбуња, пласти сена или стубове у преријама и на обрадивим површинама.

## Исхрана
Храни се малим сисарима, посебно глодарима током лета, док зими прелази и на птице попут снежница и дивљих кокошака. Њена исхрана, специјализована за мале сисаре, па самим тим и станишта за лов, веома је слична специјализованости других циркумполарних врста, међу којима су утина, ритска и лапонска сова, али се, упркос томе, ретко дешава да долази до сукоба између ових врста када деле исте територије, углавном због тога што увек бирају територије у којима је плена у изобиљу.

### Станиште за лов
Углавном преферира отворена подручја са погодним одмаралиштима, укључујући отворене шуме смрче, спаљена подручја и шипражја. Понекад лови дуж саобраћајница или на обрађеном земљишту, нарочито зими. У Норвешкој у пролећу, као одговор на расположивост плена, мења своје станиште за лов од старих шума на отворена подручја, када се снег отопи, пошто је зими плен активнији изнад снежног покривача у шумама него на отвореним подручјима. На Аљасци преферира да лови у мочварним подручјима са белом смрчом, где је простор између закржљалог дрвећа велики, смрче нису више од четири метра, а тло прекривено раштрканим шибљем и густим сфагнумом. У Манитоби током целе године као станишта за лов преферира шуме смрче и црног ариша са дрвећем не вишим од 2 до 3 метра, а зими често лови и у мочварама и влажним областима дуж речних токова.

### Начин лова
За разлику од већине других сова, а слично снежној сови, јастребача може да лови и дању, тако да се потрага за пленом може одвијати у било које доба дана и ноћи. На северним географским ширинама са константном дневном светлошћу током лета и константним мраком током зиме, ова сова лови нон-стоп. У јужној Манитоби је током зиме забележено да је јединка јастребаче ловила од изласка сунца до девет ујутру, а потом опет од три поподне па до сумрака. У Минесоти су, такође, забележене јединке које су зими избегавале да лове у сумрак, вероватно како би избегле сусрет са америчком буљином.
Навика одабира високих одмаралишта на отвореним стаништима и понашање саме птице указују на то да се јастребача приликом лова знатно више ослања на вид него на слух, па, захваљујући свом добром виду, може уочити плен на раздаљини до 800 метара. Овај закључак потврђује и чињеница да јастребача нема асиметричне ушне отворе, као што то имају гаћаста кукумавка и лапонска сова, врсте које се у великој мери ослањају на свој слух како би ухватиле мишеве испод густе вегетације или дебелог снежног покривача. За разлику од њих, јастребача има елиптичне ушне отворе велике 13 милиметара, без увећане ививе или попречног лигамента. Њена ушна шупљина није покривена оперкулумом, а ушни отвори су симетрично постављени и исте величине. Упркос овоме, слух јастребаче је и даље оштар, тако да лако и брзо одговара на звукове који подсећају на оглашавање њеног плена, и то тако што непосредно окреће главу директно према извору звука, а способна је и да ухвати плен који се крије испод снежног покривача, управо уз помоћ свог слуха.
Приликом скенирања у потрази за пленом, нагиње се напред тако да су тело и реп готово хоризонтални, а неретко маше репом горе-доле. Када лоцира плен, тело јој постаје круто док се глава помера брзо и прати плен. Понекад рашири крила и заузме положај као да ће се устремити на плен, скоро тако падајући с одмаралишта док не поврати равнотежу. Када одлучи да крене на плен, нагло напушта одмаралиште и стрмоглавно се окомљује на плен, а замахује крилима свега неколико пута, и то само ако је удаљеност (од одмаралишта до плена) већа.
На Аљасци, просечна висина одмаралишта износи 5,41 метар (опсег од 0,61 до 10,61 метара), а удаљеност од те позиције до плена 8,1 метар. У Норвешкој је примећено да дуже лови с виших него с нижих одмаралишта, где је такође уочено да су јединке биле најуспешније у свом лову близу својих одмаралишта и то у периоду када на земљи око одмаралишта није било снега, а у осталим случајевима успешност лова износи 68 %.
Када је реч о техникама лова, ова врста је врло разноврсна. Као што је поменуто, јастребача може ловити ослањајући се на свој слух, али се то дешава ретко и током зиме, када лови животиње које се крију испод снежног покривача. Поред најчешћег начина — посматрање са одмаралишта и обрушавање — често лови тако што лети на висини од 2 до 4 метра и трага за храном. Некад лети и на већим висинама, када често лебди док осматра околину испод себе, а повремено се дешава да хвата и друге птице у лету. Јастребачи није страно ни да хвата младунце из гнезда која се налазе на земљи, а занимљиво је да се дешава да трчи по снегу како би ухватила леминга, као и да хвата европске веверице с грана близу свог гнезда. Након што ухвати плен, веома ретко га носи у кљуну, већ углавном исти преноси ногама, а када плен стигне у гнездо или на одмаралиште, бива поједен, или, ако је реч о већој животињи, прво раскомадан кљуном и канџама на ситне делове, а потом и поједен. Мале глодаре гута целе или им откине главу, коју прогута, а потом остатак тела поједе, а дешава се и да, након што прогута главу, извади изнутрице које баци, а остатак тела поједе. Уколико не прогута плен цео, увек прво откида главу и гута је, чак и када су у питању знатно веће европске веверице.
Јастребача ће често донети у гнездо или складиште мртав плен који пронађе на земљи или на грани, као и онај који људи оставе, а редовно се дешава да се, уколико ловцима испадне уловљени детлић или шљука, јастребача брзо спусти, узме га и одлети. Поред овога, забележено је да се јастребача храни и лешевима, углавном изнутрицама јелена и труплом лоса, као и да често прати фармере или шумаре и краде им улов или храну.

### Плен
Главни плен јастребаче у Евроазији и већем делу Северне Америке су врсте глодара из рода , мада се јединке номиналне подврсте које живе на територији Северне Америке знатно мање хране овим глодарима него оне у Евроазији. Када је реч о глодарима из овог рода, јастребача у Северној Америци најчешће конзумира аљаску волухарицу (Microtus miurus), чивавску волухарицу (Microtus pennsylvanicus), дугорепу волухарицу (Microtus longicaudus), пољску волухарицу, као и врсте Microtus oeconomus и Microtus xanthognathus.
Поред волухарица, храни се и ровчицама из рода Sorex (Sorex cinereus), зечевима (Lepus americanus), кунићима, веверицама (Sciurus vulgaris), мишевима, пацовима, леминзима, ласицама (Mustela erminea), јаребицама, дивљим кокошкама (Falcipennis canadensis), голубовима, детлићима (Dryocopus pileatus), чавкама, црвендаћима, чворцима, врапцима (Zonotrichia leucophrys, Passer domesticus), жутовољкама, косевима и зебама.
Поред овога, у Финској је забележено да се јастребача зими повремено храни неким подврстама гаћасте кукумавке, а забележено је и да чак одрасли једу своје младе у случајевима недостатка хране.
- Зоолошки врт у Брну
- Јастребача са белим мишем испред себе
- Зоолошки врт у Вроцлаву
- Јастребача са пленом у устима
- Илустрација јастребаче из 1877. године

## Вокализација
Дозивање младих којим траже храну је налик сиктању или шиштећем пијуку — пискаво, високо „квееее“, слично истонаменском дозивању младунаца ширококрилог мишара, само са повишеним тоновима на крају дозива. Када се родитељи приближавају гнезду, младунци испуштају слабо пискутање или кевтање облика „скреееее“, док се, када су љути, оглашавају грубим гакањем, бучним шиштањем и клепетањем кљуном. Током дана, обично испуштају „кссссссс’ит“ дозив, са нагласком на „ит“, који се може чути на удаљености 200—340 метара, а слично се оглашавају и старији младунци када их у лету нападну предатори, као и тек излегли младунци којима се приближава непријатељ, а дозивање је слично пискавом дозиву слабије одрасле јединке.
Када су узбуђени, младунци се оглашавају са „ксса-ксса-ксса“ или „чап-чап“, слично кевтању одраслих јединки. Када су младунци сити, они одбијају храну од женке уз „хап-хап“ дозив, а када је родитељ у близини, оглашавају се брзим сетом гласних, оштрих пијука, док старији младунци испуштају растући цвркут, слично пискавом дозиву одрасле женке.
Научници су код јастребаче забележили више од десет различитих врста дозивања, од којих се нека могу често чути, док друге испушта само у посебним приликама, приликом дозивања женке и удварања, доношења хране или одбране од непријатеља. Јастребача је свестран и истрајан певач током сезоне гнежђења, када се већина различитих песама може чути, док се разноврсност дозивања драстично смањује током зиме.
Вабљење
Типично дозивање мужјака, представља таласаст звиждук који звучи као „улулулулулулулул“ и траје до 14 секунди. Хендерсон и Екерт су ово дозивање описали као „ту-вита-вит, тивита-ту-вита, вита, вита…“ и наводе да га јастребача испушта у интервалима од две секунде, посебно током спајања парова, када се мужјак у лету показује женки или када са одмаралишта покушава да јој привуче пажњу. Ово слабо дозивање може се чути на удаљености до 500 метара током мирног времена. Нежније дозивање, „вут-ту-ту-уу-уу-уу“ мужјак испушта касније током дана. Вабљење женке је мање константно у ритму и висини, промукло, крештаво и краће. Сваки део дозива траје 7—9 секунди, а понавља се на сваких 15 секунди до два минута.
Алармни или пискав дозив
Користе га оба пола. Описан је од стране научника као „рајк, рајк, рајк, рајк“, а повремено као „вир-у, вир-у, вир-у“ док лете. Такође, кад лети, јастребача се често оглашава брзим серијама сличних слогова — „ки-ки-ки-ки“ или „кип-кип-кип“, а када се непријатељ приближи гнезду, користи шкрипаво, дводелно кевтање „скрееееее“, са нагласком на последњем слогу. Дозиви варирају у дужини од 0,5 до 1,45 секунди. Ово кевтање такође користи када мужјак доноси храну у гнездо или када дозива младунце. Са друге стране, када се предатор приближи гнезду у ком су старији младунци, женка користи шиштеће „ааааа-ик“, са нагласком на последњем слогу.
Цвркут
Оштар цвркут „кииииииииррл“ користе оба пола када се непријатељ приближи гнезду. Цвркут мужјака је мекши, предећи, таласаст звук, док је код женке овај дозив гласнији, оштрији и металног звука. „Пллллллрритл“ звук испуштају јединке оба пола када су узнемирене, а може се чути и током формирања парова и копулације. Узбуђене јединке током јесени и зиме у лету испуштају чист, нискотонски рзај који често служи за успостављање међусобног контакта на даљину, а користи се и током гнежђења, када женка дозива мужјака да јој донесе храну.
Кевтање
Оштар, упозоравајући „квитт квитт, кви кви, ки ки ки“ или „ки ки кикикикики“ звук испуштају јединке када се појави претња близу гнезда са младунцима. Овај дозив је описан и као „квитт квитт“ или као „ки-ки-ки“, а сваки интервал траје око 0,2 секунде. Поред овога, јастребача се овако оглашава и када из ваздуха напада људе, сисаре или друге птице.
Дозив тражења
Промукао цвркут који се обично завршава бучним шкрипањем, а кога испушта углавном женка када ишчекује копулацију, истовремено вртећи главу у широким круговима.

## Понашање

### Кретање
Јастребача ретко шета земљом, а ходање се своди на гегање и поскакивање. Са друге стране, њен лет је брз и јак и веома је сигурна и брза у нападу. Када прелази с једног на друго одмаралиште, нагло се нагне ка доле, лети ниско, а потом опет нагло полети навише како би се попела на грану. Полеће великом брзином и углавном лети на малим висинама, док повремено једри или лебди на нешто већим висинама. Када јури плен, изузетно вешто маневрише док лети кроз густу шуму.

### Брига о себи
Јединке у заточеништву се редовно купају, док је код јастребача у дивљини забележено да своје перје повремено чисте снегом. Углавном одмара на изложеним гранама дрвећа, са телом у делимично нагнутом положају, повремено чистећи своје тело од паразита и дотерујући своје перје. И дан и ноћ ретко проводи у својој шупљини у дрвету, тако да већи део времена проводи на гранама дрвећа, углавном близу стаблу, где је скривена гранама и лишћем.

### Територијалност
Удварање, копулација и лов, као и брига о себи и одгајање младих, одвијају се увек у близини гнезда и у оквиру индивидуалне територије гнежђења, а територије се успостављају неколико недеља пре парења. Јастребача заузима релативно велике територије, тако да је густина гнежђења релативно мала и гнезди се изоловано од других јединки. У Финској је просечна забележена удаљеност између два моногамна мужјака 600 метара, док раздаљина између два гнезда у Северној Америци износи око три километра у Висконсину, док је у Алберти, Манитоби и на Аљасци ова раздаљина већа и креће се од 4 до 8 километара.
Када је реч о интерспецифијској територијалности, јастребача је прилично толерантна птица и не сметају јој друге врсте птица на њеној територији, па чак ни друге врсте сова. Иако се такмичи са другим грабљивицама за мале сисаре, углавном настањује области где плена има у изобиљу тако да то умањује интерспецифијско надметање. У Минесоти је забележено да се јастребача гнездила на свега 500 метара од гнезда америчке буљине, ширококрилог мишара, јастреба, лапонске сове, гаћасте кукумавке и утине, а у Манитоби на само 200 метара од места на коме се налазило гнездо знатно веће америчке буљине. У Европи су у кругу од 500 метара од гнезда јастребаче забележена гнезда осичара, копца, ритске и лапонске сове. Иако је реч о опасним грабљивицама, јастребача може да нападне и веће и јаче од себе како би одбранила гнездо и своју територију, па је тако забележено да је у оваквим ситуацијама напала и јурила ширококлилог и црвенорепог мишара.

### Спајање парова
Јастребача је обично моногамна врста, мада је полигамија забележена у Норвешкој, а и у заточеништву. Што се тиче полигамије, обично је случај да се мужјак пари са две женке, а у досад забележеним случајевима у заточеништву су ова парења уродила сношењем плодних јаја од стране женки.
Удварање започиње тако што мужјак лети изнад територије на којој се налази женка, обично једрећи са круто постављеним крилима и подигнутом главом, правећи тако кругове око женке. Након тога почиње да се спушта ка женки и оглашава се вабљењем, подижући главу благо ка горе и показујући тако свој црно-бели врат. У заточеништву женка одговара на вабљење мужјака сопственим вабљењем, а пар потом изводи и антифонални дует оглашавајући се треперавим дозивом, понекад се додирујући главама или кљуновима.
Пре самог чина копулације, мужјак женки доноси храну и почиње да је храни, а за то време женка понекад дозива мужјака зовом тражења и кружним покретима главом, када су јој крила спуштена, а реп подигнут. Док се мужјак са пленом приближава будућем гнезду, женка се оглашава цвокотањем, а када уђе у гнездо женка испушта пискав дозив. Током интеракције, обе јединке се оглашавају клепетањем, свака тоновима различите висине. За време саме копулације, мужјак лепрша својим крилима и испушта цвркутав дозив.

### Предација
У Северној Америци, америчка буљина и јастреб представљају главне предаторе који нападају како младе, тако и одрасле јастребаче. Што се тиче сисара, америчка куна, куна риболовац и све врсте из рода ласица убијају младунце ове сове. У Феноскандији, највећи предатор и непријатељ јастребаче је буљина, а од осталих птица ту су и дугорепа сова, сури орао, гаћасти мишар, северни соко, сиви соко, јастреб и лапонска сова. Брз лет ове сове, налик јастребовом, један је од главних разлога зашто има мало диуралних предатора, за разлику од осталих врста сова.
Када је реч о одбрани од непријатеља, јастребача углавном заузима полуусправан положај кад уочи предатора, спусти перје, стоји усправно и укочено и зури у њега. Поред тога, забележено је да јастребача често одвраћа предаторе од гнезда, најчешће јастреба, и то тако што лети ка њему, пролази брзо поред њега без напада и наставља да га тако гони док не буде више од 40 метара удаљен од гнезда. Клепетање кљуном као одбрамбена реакција је код ове сове ретка, што је иначе често код других врста сова, али кљун користи на други начин, као средство за напад на људе, сисаре и друге птице које се приближе гнезду и то тако што их надлеће и напада у главу. Када млади тек напусте гнездо, женка често на земљи мами и одвраћа предаторе који могу угрозити младе јединке, и то тако што испушта карактеристичан „среее“ дозив и лепрша крилима у трајању од неколико минута.
- Полеће са гране
- Јастребача при слетању
- Јастребача у лету
- Јастребача одмара на грани четинара близу стабла дрвета

## Размножавање

### Формирање парова
Мужјаци крећу да дозивају женке почетком фебруара, када се одвија и удварање и храњење женке, а током друге половине фебруара долази до парења и женка почетком марта сноси јаја. Упркос овоме, узгајање младих може да се деси и знатно касније, па је тако широм Северне Америке забележено парење јастребача најкасније током јуна. У случају да плена нема у изобиљу, може да се деси да не дође до парења.
У Европи, мужјак стоји у или испод потенцијалног гнезда и привлачи женку својим дозивањем. Када женка приђе, она заједно са мужјаком прегледа место за гнежђење или то ради сама, док мужјак и даље пева. Поред овога, може да се деси и да се женка оглашава мамљењем, преузимајући тако иницијативу да привуче мужјака до потенцијалног гнезда, па, сходно овоме, мужјак и женка деле иницијативу у проналажењу одговарајућег места за гнежђење, а у заточеништву је избор места за гнежђење од стране женке круцијалан за успешан одгој младунаца.
У Скандинавији је више од половине забележених гнезда јастребаче било у отвореним шумама са раштрканим дрвећем, отвореним подручјима или мочварама, од чега је 30 % у шумама смрче, а остатак у густим шумама смрче или на обронцима шума. Слична је ситуација и у Северној Америци, па је тако на Аљасци већина гнезда у густим шумама црне смрче (Picea mariana), а просечна удаљеност гнезда од речне обале износи 40 метара. Близина гнезда реци — удаљеност гнезда од реке не већа од 100 метара — сматра се важном због повећане доступности плена кога привлачи речна обала.

### Гнездо
Као ни већина осталих врста сова, ни јастребача не прави своје гнездо, већ искључиво налази постојеће шупљине или стара гнезда, па тако гнездо може да представља шупљину у трулом дрвету, отворену иструлелу шупљину где се врх дрвета сломио, спаљени пањ или напуштено гнездо детлића. Поред овога, јастребача се може гнездити и на литицама, у кутијама постављеним од стране човека (Норвешка и Шведска), а чак је пронађено и једно гнездо у металној шупљини трансаљаског цевовода. Када је реч о шупљинама у дрвећу, јастребача махом бира оне на висини од око 2,5 метара, мада је забележено да се гнезди у шупљинама на висинама мањим од 2 метра, а забележена су и два случаја где су гнезда била на висини од 7 и 8,5 метара. О било којој врсти гнезда да је реч, ова сова не додаје никакав свеж материјал у њега, већ или директно на дрво, ако је у питању шупљина која се користи као гнездо, или на материјал који је за собом оставио детлић. Једини материјал који може да се нађе у гнезду су перје и остаци плена који је сова донела у гнездо.

### Полагање јаја и инкубација
Женка након парења сноси три до тринаест, обично седам, глатких, елиптичних, овалних до издужено овалних, белих, ретко са нејасним жућкастим нијансама, јаја. Просечно време између сношења јаја износи 1,6 дана у Северној Америци, а у Феноскандији се овај интервал креће од једног до два дана. Просечна тежина јајета у Северној Америци износи 21,6 грама, док је у Европи просек 21,8 грама, а празна љуска јајета је просечно тешка 1,656 грама. Јаја су, у поређењу са јајима осталих врста сова, релативно мала и просечних су димензија 31,47 × 40,09 милиметара.
Инкубација започиње одмах након полагања првог јајета, а обавља је генерално искључиво женка, осим у кратким временским периодима када напушта гнездо како би избацила пелет, када чисти своје перје и када прима храну од мужјака. Док женка лежи на јајима, мужјак је или у потрази за храном, или стоји на одмаралишту на грани неког дрвета удаљеног до 30 метара од гнезда. Када мужјак донесе храну женки, не предаје јој је у гнезду, већ у већини случајева на оближњем одмаралишту, тако да тада женка напушта гнезду на минут, два. Било који разлог напуштања гнезда да је у питању, мужјак никада не замењује женку у лежању на јајима.
Женка је у стању да снажно и у више наврата напада уљезе који се приближе гнезду, укључујући и велике птице и сисаре, као и људе, а способна је да нанесе болне ране људима и обично их напада у главу, у коју зарије своје канџе или кљун. Поред женке, и мужјак брани гнездо, који прво испушта упозоравајући дозив, а потом и напада уљезе који се налазе у близини гнезда. Мужјак је чак и агресивнији од женке, поготово кад она лежи на јајима.

### Излегање и брига о младунцима
Након 25 до 30 дана од полагања јаја излежу се младунци, који су у просеку тешки свега 18 грама, а просечна дужина крила им износи 13 милиметара. По излегању, птићи су слепи, беспомоћни и голи чучавци и остају у гнезду 3—5 недеља. Током прве две недеље, они изузетно брзо расту, добијајући на тежини око 9 грама по дану, што је три пута више у односу на младунце гаћасте кукумавке. За време овог периода им такође брзо расту крила — око 5,5 милиметара по дану, а храну обезбеђује мужјак, који често током дана скупља плен који налази у близини гнезда и складишти га како би женка исти потом користила за интензивно храњење младунаца и обезбедила њихов брзи раст.
Женка даноноћно брине о младунцима од њиховог излегања па док не наврше 10—14 дана, а у Европи је овај период повећан на 13—18 дана. За то време, мужјак доноси у просеку храну за једног младунца по сату током дана, а у Шведској се након 17 сати обим храњења смањује, док у Финској овај период траје од 4 ујутру до 7 увече, када мужјак доноси храну за 0,8—2,5 младунаца по сату. Мужјак тако док женка лежи на јајима гнездо посети отприлике 16 пута дневно, док се овај број повећава на 41 када се младунци излегну, што га чини „најбрижљивијим родитељем“ међу северним совама, с обзиром да посећује гнездо 3—4 пута више од било које друге врсте.
Након 2—3 недеље од излегања, у просеку након 27 дана, младунци почињу да напуштају гнездо, када још увек нису способни да лете, већ шетају, скачу и пењу се по гранама дрвећа. Понекад се деси да падну на земљу, али се попну на дрво тако што скоче, попну се или долепршају на ниже гране. Птићи су већ са 30—33 дана старости способни да лете до 30 метара у дужини, што углавном чине када слећу из гнезда на земљу. У овом периоду просечна маса једног младунца износи 200—230 грама, што је око 70 % укупне масе одрасле јединке, а дужина крила износи око 140 милиметара, односно 60-ак процената укупне дужине крила одрасле јастребаче.
Већ након овог периода женка је све одсутнија из гнезда и ретко доноси младунцима храну, а за то време их мужјак чува и доноси им храну. Шест до осам недеља од излегања, младунци се још увек могу видети у близини гнезда, да би са 2,5—3 месеца старости постали у потпуности независни и почели да се разилазе.
- Јастребача у гнезду
- Младунче у гнезду
- Младунци јастребаче

## Демографија и популације
Животни век јастребаче у просеку износи десет година и у дивљини и у заточеништву. Узроци смртности, ако се изузме утицај човека на смртност ове птице, нису најбоље познати. Што се тиче паразита, перје јастребаче нападају буве из рода Orchopeas, ваши из рода Stigiphilus, гњиде из рода Acarina, као и крпељи који припадају роду Haemaphysalis, али ови паразити нису толико опасни да изазову смрт птице. Ипак, у заточеништву је забележено да је једна јединка преминула након што је била заражена нематодом из рода Syngamus.
С обзиром на то да је јастребача сова која често лута како би била у просторима у којима има плена у изобиљу, тешко је одредити бројност популације, па се данас познате бројке заснивају на разним проценама. Ипак, на основу широког ареала распрострањења, сматра се да ова врста није угрожена, и наведена је као последња брига. Процене се врше на основу бројности парова по јединици површине, па се тако густина у Северној Америци креће од 0 до 6 парова по квадратном километру, док је на подручју Европе забележено 0,2 до 20 парова по квадратном километру. Сходно овоме, на основу њеног арела гнежђења у Северној Америци, бројност популације се процењује на 10.000—50.000 парова, док процене у Финоскандији говоре о мање од 10.000 парова у Шведској и 3.600 парова у Финској.

### Ефекти људске активности
У прошлости су ове јединке често убијане или хватане, поготово у Северној Америци, где су их амерички домороци убијали и хранили се њима, а често су јастребачу звали „практичном совом“, углавном због њене активности и током дана, одважне природе и коришћења одмаралишта која су на видним местима. У Њуфаундленду су често биле рањаване оружјем и хватане у замке, а неке јединке страдале су и зато што им је гнездо било уништено. Поред овога, одређен број јастребача редовно умире и од последице судара са возилима, а некада су се у Скандинавији јастребаче користиле за соколарство.
Више од 50 % северноамеричких јастребача живи у ненасељеним северним шумама, тако да нису биле под директним утицајем човека. Ипак, последњих година је дошло до трансформације традиционалног шумарства и коришћењем модерних технологија северне шуме претворене су у мозаик испресецан чистим, огољеним површинама и плантажама, што је утицало на смањење повољних места за гнежђење јастребаче, али је, са друге стране, повећало обилност глодара из рода Microtus, омиљене хране ове птице. Политике забране пожара и паљења ватре у шумама такође утичу на деградацију станишта, али се, упркос свему овоме, верује да овакви људски ефекти неће угрозити континуирано постојање ове врсте.